# 奥焦尔内农村居民点 (伊尔库茨克州)
奥焦尔内农村居民点（俄语：Озернинское сельское поселение）是俄罗斯联邦伊尔库茨克州布拉茨克区所属的一个农村居民点。其下辖有个居民点，行政中心为奥焦尔内。据2016年统计，该农村居民点的人口为624人。